# Brochocin (Trzebnica)
Pour les articles homonymes, voir Brochocin.
Brochocin est une localité polonaise de la gmina et du powiat de Trzebnica en voïvodie de Basse-Silésie.